# Вест-Свіден (Вісконсин)
Вест-Свіден (англ. West Sweden) — місто (англ. town) в США, в окрузі Полк штату Вісконсин. Населення — 744 особи (2020).

## Демографія
Згідно з переписом 2010 року, у місті мешкало 699 осіб у 290 домогосподарствах у складі 211 родини. Було 361 помешкання
Расовий склад населення:
| - 97,3 % — білих - 0,4 % — корінних американців - 0,3 % — азіатів - 1,3 % — осіб інших рас |

До двох чи більше рас належало 0,7 %. Частка іспаномовних становила 1,4 % від усіх жителів.
За віковим діапазоном населення розподілялося таким чином: 20,5 % — особи молодші 18 років, 63,8 % — особи у віці 18—64 років, 15,7 % — особи у віці 65 років та старші. Медіана віку мешканця становила 46,9 року. На 100 осіб жіночої статі у місті припадало 110,5 чоловіків;  на 100 жінок у віці від 18 років та старших — 110,6 чоловіків також старших 18 років.
Середній дохід на одне домашнє господарство  становив 78 166 доларів США (медіана — 57 833), а середній дохід на одну сім'ю — 89 129 доларів (медіана — 67 708). Медіана доходів становила 44 028 доларів для чоловіків та 46 000 доларів для жінок. За межею бідності перебувало 10,9 % осіб, у тому числі 14,5 % дітей у віці до 18 років та 6,7 % осіб у віці 65 років та старших.
Цивільне працевлаштоване населення становило 401 особа. Основні галузі зайнятості: освіта, охорона здоров'я та соціальна допомога — 23,4 %, виробництво — 15,2 %, роздрібна торгівля — 11,0 %, транспорт — 10,7 %.